# Departamento Fray Mamerto Esquiú
Fray Mamerto Esquiú es un departamento de la provincia de Catamarca, en Argentina. El departamento está constituido por un único municipio homónimo.
Se divide en 8 distritos: San José, San Antonio, Villa Las Pirquitas, La Tercena, La Carrera, Collagasta, Pomancillo Este y Pomancillo Oeste.

## Historia
En varios puntos del departamento se han hallado evidencias de la presencia de comunidades pertenecientes a la cultura de la Aguada. Se trata de restos de cerámica, algunos vestigios de construcciones y un alero con pinturas rupestres.

Siglos después, antes de la llegada de los españoles, la región que hoy ocupa el departamento estaba habitada por sitguagastas y collagastas, dos parcialidades diaguitas. Hacia el 1600 se instalaron los colonizadores españoles y dieron inicio a las primeras poblaciones. La distribución territorial inicial se denominaba Piedra Blanca y era mucho más extensa. Posteriormente se subdividió en tres partes; una de ellas conservó el nombre de Piedra Blanca y las otras dos formaron los actuales departamentos de Ambato y Paclín. En 1934 se impuso a Piedra Blanca el nombre de Fray Mamerto Esquiú en homenaje al fraile y obispo, nacido en la actual localidad de San José de Piedra Blanca, recordado por su decidida defensa de la Constitución Argentina de 1853.

## Geografía
El departamento tiene una superficie de 280 km², dentro de la región conocida como Valle Central de Catamarca. Limita al norte con el departamento Ambato, al oeste con el departamento Capital, al sur con el departamento Valle Viejo y al este con el departamento Paclín.

El relieve es serrano, con una altitud media de aproximadamente 600 m s. n. m. La máxima altura del departamento se encuentra en la sierra de Gracián de 1650 m s. n. m.

El clima es árido, con escasas precipitaciones en la época estival y corresponde al distrito fitogeográfico del monte de sierras y bolsones. La temperatura media es de 19 °C con máximas en verano por encima de los 30 °C.

## Población
Contó con 14 625 habitantes (Indec, 2022), lo que representó un incremento del 22.9% frente a los 11 826 habitantes (Indec, 2010) del censo anterior.La cifra ubicó al departamento como el segundo más y denso de la provincia.
| Gráfica de evolución demográfica de Departamento Fray Mamerto Esquiú entre 1991 y 2022 |
|                                                                                        |
| Fuente: Censos nacionales del INDEC                                                    |

## Localidades y parajes
| Localidades | Parajes                                                                                                |

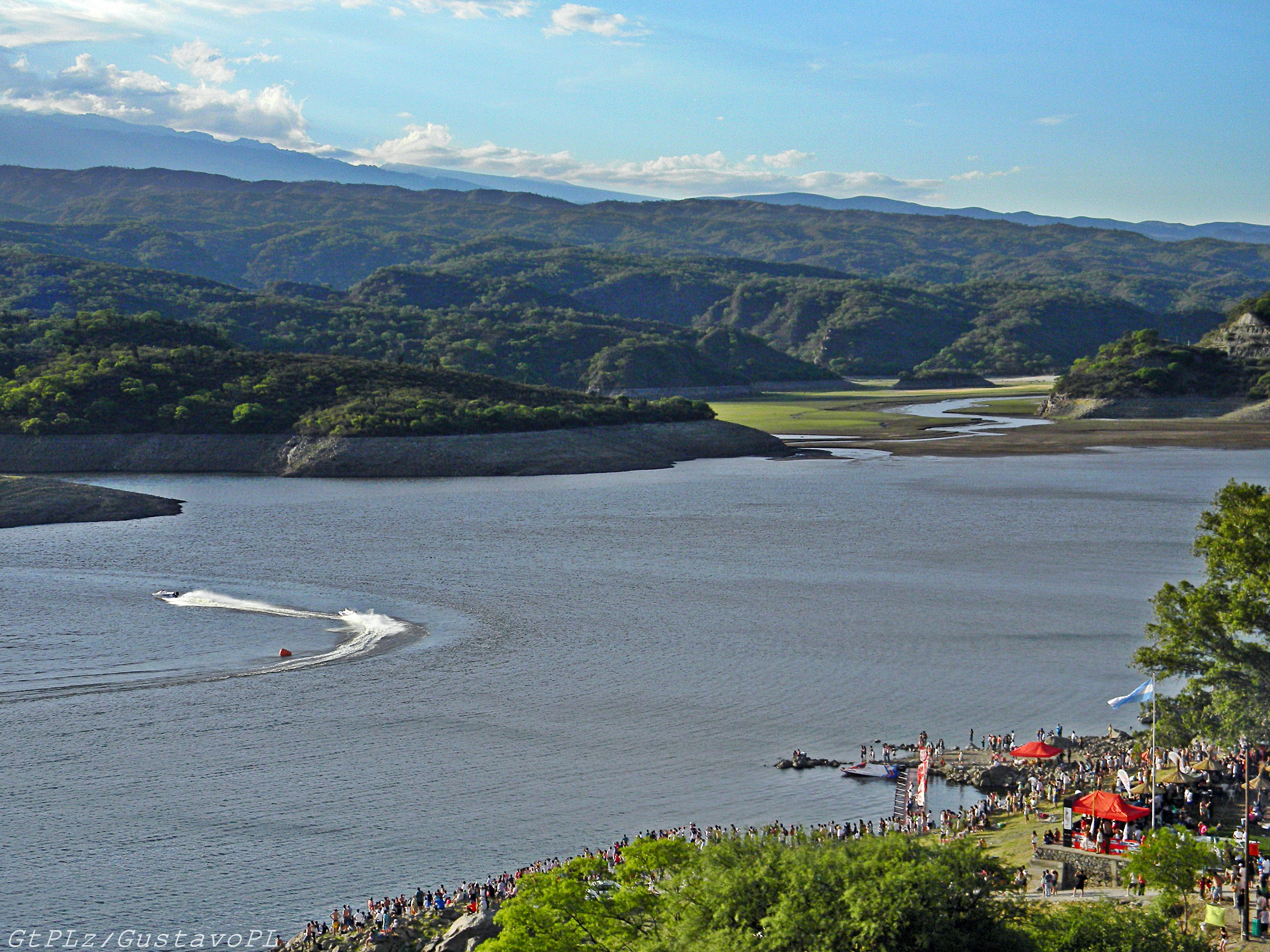
Espejo de agua del dique Pirquitas, en cercanías de Villa Las Pirquitas.

| - Collagasta (373 hab.) - La Carrera - El Hueco - La Falda de San Antonio - La Tercena - Pomancillo Este (247 hab.) - Pomancillo Oeste (254 hab.) - San Antonio - San José de Piedra Blanca (10.242 hab.) - Villa Las Pirquitas (740 hab.) | - Agua Colorada - Capilla del Rosario - Club Caza y Pesca - La Tercera - Payahuaico - Quebrada El Cura |

## Actividades productivas
La cría de ganado vacuno, especialmente para tambo y en menor escala la cría de cabras, cerdos, conejos y aves de corral son parte de las principales actividades primarias.

La agricultura se orienta al cultivo de alfalfa, sorgo forrajero y otras especies destinadas a forraje. La producción de higos, cítricos y membrillos es de menor escala y se orienta al consumo familiar o la elaboración artesanal de confituras.

## Sismicidad
La sismicidad de la región de Catamarca es frecuente y de intensidad baja, y un silencio sísmico de terremotos medios a graves cada 30 años en áreas aleatorias. Sus últimas expresiones se produjeron:
- 21 de octubre de 1966 (58 años), a las 12.39 UTC-3 con 5,0 Richter; como en toda localidad sísmica, aún con un silencio sísmico corto, se olvida la historia de otros movimientos sísmicos regionales
- 3 de noviembre de 1973 (51 años), a las 14.17 UTC-3 con 5,8 Richter: además de la gravedad física del fenómeno se unió el olvido de la población a estos eventos recurrentes
- 7 de septiembre de 2004 (20 años), a las 8.53 UTC-3, con una magnitud aproximadamente de 6,5 en la escala de Richter (terremoto de Catamarca de 2004)[13]